# Каустобіоліти
Каустобіоліти або кавстобіоліти — горючі викопні гірські породи органічного походження (вугілля, горючі сланці, нафта, торф, озокерит тощо). Термін "каустобіоліти" запропонований в 1888 Г. Потоньє. За походженням К. поділяють на 3 групи:
- сапропеліти (виникли внаслідок поховання на дні водоймищ нижчих організмів, в осн. планктонних водоростей — горючі сланці, вугілля типу богхед),

- гуміти (утворилися із залишків вищих, перев. болотяних, рослин — вугілля буре та кам'яне);

- ліптобіоліти (вугілля, збагачене найстійкішими компонентами рослинної речовини — смолами, воском, кутикулою і інш.).

Зустрічаються змішані типи К. — сапрогуміти, ліптосапропеліти (кеннель) і інш. Більшість сучасних геологів поділяють К. за умовами утворення на 2 групи:
- К. вугільного ряду
- К. нафтового ряду.